# Charles-Emmanuel Brousse
Charles-Emmanuel Brousse (1892 - Castellnou dels Aspres, novembre del 1981), o Charles Emmanuel-Brousse com també havia signat, va ser un militar, periodista i empresari rossellonès que estigué involucrat en tasques d'espionatge durant la Segona Guerra Mundial.

## Biografia
Membre d'una família rossellonesa vinculada al diari l'Indépendant de Perpinyà, d'on el seu avi n'havia estat responsable d'impremta i el seu pare Emmanuel Brousse en fou gerent i renovador, en Charles-Emmanuel Brousse estudià i es doctorà en dret. Refusat repetidament per l'exèrcit francès a l'inici de la primera guerra mundial per ser de constitució dèbil, es posà en forma i, gràcies a la influència del seu pare diputat, fou admès a l'artilleria aèria. Acabà al comandament de la famosa  esquadrilla de bombardeig "BR 126". Passà a la reserva el 1922. Se l'havia distingit a l'ordre del dia el setembre del 1918: 
| «                      | Le sous-lieutenant Charles Brousse, pilote à l'escadrille Br. 126, avocat à la Cour d'appel, vient d'être l'objet de la belle citation suivante: "Officiel pilote d'une adresse et d'un courage remarquables. Réformé deux fois, s'est engagé dans l'aviation où il ne cesse de faire preuve des plus belles qualités militaires. A pris part à tous les bombardements de son escadrille, rentrant fréquemment avec des balles et des éclats d'obus dans son appareil. A contribué à abattre un avion ennemi" | » |
| — Le Figaro, 21.9.1918 | |   |

Va ser conseller general per Montlluís (1919-1926), i era conseller municipal (regidor) de Perpinyà i president del consell de l'"arrondissement" de Prada quan, el 1929, tingué un accident aeri al nord d'Àfrica. A l'any següent era secretari general del "Syndicat des quotidiens départamentaux", i el 1935 romania en el càrrec a la mateixa patronal, ara anomenada "Syndicat de la Presse de Povince"; n'era vicepresident el 1940. El 1933 portava els serveis parisencs i parlamentaris de l'Indépendant, i havia estat cap de gabinet al ministeri de finances. Es dedicà als negocis, i el 1934 era soci d'una important empresa d'importació a Indoxina, els Comptoirs généraux de l'Indochine, fundada el 1926. Portà les direccions dels periòdics Petit Bleu (1934) i D'Artagnan (1935). Es presentà a les eleccions senatorials del 1935 per representar els Pirineus Orientals, però la seva candidatura conjunta amb Gaudérique Bertrand, alcalde de Ribesaltes (1929-1943), fou batuda en segona volta per la llista socialista de G.Peziéres-J.Payrà (i també per la radical-socialista de V.Dalbiez-P.Rameil, que ja no sortí elegida).
"Le travail de Charles-Emmanuel Brousse en 1940, 1941, 1942, jusqu'à ce jour et, plus spécialement, son succès dans l'opération du chiffré naval ultra-secret de Vichy, ont complètement changé le cours de la guerre - Ellery C. Huntington, esmentat per Édouard Herriot en una interpel·lació parlamentària
El 1936 era cap de redacció de l'Indépendant de Perpinyà i, en començar la Segona Guerra Mundial n'era president i co-propietari. El 1940, amb rang de capità de l'exèrcit de l'aire des del 1935, va ser destinat com a adjunt de premsa a l'ambaixada del règim de Vichy a Washington, on establí una (adúltera) relació afectiva amb Elizabeth Thorpe, una espia nord-americana amb el nom en codi Cynthia. Compartint una mateixa vocació anti-nazi, li passà un gran nombre d'informacions secretes, i àdhuc col·laborà amb ella per obtenir per als aliats les claus de xifra navals franceses. En recompensa, va rebre un certificat acreditatiu altament laudatori del coronel Huntington, el seu responsable.
El 1945 se suïcidà Arthur Pack, el marit d'Elizabeth Thorpe, i en Brousse ràpidament es divorcià de la seva esposa del moment (no era  pas la primera) per casar-se amb l'exespia. De tornada a la Catalunya del Nord, Brousse adquirí el castell de Castellnou dels Aspres, que restaurà, per a viure-hi el matrimoni. Brousse feu un intent per reprendre la direcció de l'Indépendant, però sense èxit. Amy Elizabeth Brousse morí a Castellnou el 1963 d'un càncer de gola, i el seu vidu ho feu divuit anys més tard en l'incendi accidental que destruí parcialment el castell de Castellnou.
Fou autor d'obres de contingut històric. Va ser distingit amb la Creu de Guerra 1914-1918 i els graus de cavaller (21.10.1920) i oficial (24.2.1933) de la Legió d'Honor i amb el d'oficial de l'Orde del Mèrit Marítim francès (1939).

## Obres
- Emmanuel-Brousse, Charles «Les consignes secrètes données à la marine anglaise pour la garde de Napoléon à Sainte-Hélène». Revue des études napoléoniennes, XXVe année, II.1, juillet 1936, pàg. 56-64.
- Emmanuel-Brousse, Charles. Napoleon et son temps. Catalogue de lettres, autographes, documents historiques, livres, tableaux, gravures et objects historiques component la collection de Charles Emmanuel-Brousse a Paris.  Perpinyà: Impr. de "l'Indépendant", 1937.
- «La Vicomté de Castellnou. Essai historique». Etudes roussillonnaises, nº 1-2, 1954-1955, pàg. 115-133.[Enllaç no actiu]
- «La fausse légende de Castell-Rossello». Etudes roussillonnaises, nº 3, 1952, pàg. 183-189.[Enllaç no actiu]
- «Une grande erreur de la petite histoire: Pons de Vernet n'était pas un bandit». Etudes Roussillonnaises, revue d'histoire et d'archéologie méditerranéennes, nº 4, octobre-décembre 1952, pàg. 233-240.[Enllaç no actiu]
- Col·laboracions diverses a la premsa: Petit Bleu (1934), D'Artagnan (1935)